# Ђорђе Лазић (фудбалер)
Ђорђе Лазић (Ваљево, 18. јун 1983) српски је бивши српски фудбалер који је играо на позицији офанзивног везног играча, а данас ради као тренер у млађим категоријама Партизана.

## Каријера
Са девет година је почео да тренира фудбал у ваљевској Будућности. Један период је провео у чачанском Ремонту, након чега се вратио у Будућност. Пуну афирмацију стиче у Младости из Лучана, одакле долази у Партизан крајем 2006. године. За Партизан је наступао до краја 2008. године и за то време је забележио 56 наступа у Суперлиги Србије уз шест датих голова, освојивши притом дуплу круну у сезони 2007/08.
Партизан је напустио на крају 2008. потписавши за украјински Металург из Доњецка. Следећих осам година провео је у Украјини, седам и по играо је за Металург, затим је шест месеци бранио боје Стаља. До маја 2017. године играо је за Шкоду Ксанти, грчког прволигаша. У децембру 2017. вратио се у лучанску Младост. Услед незадовољства минутажом, клуб је напустио у марту наредне године.

## Трофеји
Партизан
- Првенство Србије (1) : 2007/08.
- Куп Србије (1) : 2007/08.